# Джонатан Берньє
Джонатан Берньє (англ. Jonathan Bernier; 7 серпня 1988, Лаваль, Канада) — канадський хокеїст, воротар. Виступає за «Детройт Ред Вінгз» у Національній хокейній лізі.

## Ігрова кар'єра
Хокейну кар'єру розпочав 2004 року в ГЮХЛК виступами за команду «Льюїстон Менієкс».
2006 року був обраний на драфті НХЛ під 11-м загальним номером командою «Лос-Анджелес Кінгс». У складі «королів» дебютував 29 віересня 2007 в матчі проти «Анагайм Дакс».
З появою у складі «Кінгс» Джонатана Квіка Берньє захищав кольори «Манчестер Монаркс» (АХЛ). Повернувся до Лос-Анджелесу в 2010 році, зігравши першу свою гру на нуль проти «Нашвілл Предаторс».
23 червня 2013 Берньє обміняли на форварда «Торонто Мейпл-Ліфс» Метта Фреттіна. У першій частині сезону 2013–14 Джеймс Реймер та Джонатан почергово виступали в матчах регулярної першості, але згодом Берньє став основним голкіпером «Мейпл-Ліфс». 3 квітня 2014 Берньє зазнав травми та пропустив решту сезону.
8 липня 2016 його обміняли на умовний обмін Драфту до «Анагайм Дакс». У складі «качок» він провів вдалий сезон ставши другим номером після основного кіпера Джона Гібсона.
1 липня 2017, як вільний агент уклав контракт «Колорадо Аваланч».
1 липня 2018 також на правах вільного агента уклав трирічний контракт з клубом НХЛ «Детройт Ред Вінгз».

## На рівні збірних
У складі національної збірної Канади учасник чемпіонату світу 2011 (3 матчі). У складі молодіжної збірної Канади учасник чемпіонату світу 2008. У складі юніорської збірної Канади учасник чемпіонату світу 2006.

## Нагороди та досягнення
- Володар Кубка Стенлі — 2012
- Володар Кубок Шпенглера — 2012.
- Переможець молодіжного чемпіонату світу — 2008.
- Трофей Гі Лафлера — 2007.
- Пам'ятна нагорода База Бастьєна — 2010.

## Статистика

### Клубні виступи
| Сезон        | Клуб                   | Ліга         | Регулярний сезон | Регулярний сезон | Регулярний сезон | Регулярний сезон | Регулярний сезон | Регулярний сезон | Регулярний сезон | Регулярний сезон | Регулярний сезон | Плей-оф | Плей-оф | Плей-оф | Плей-оф | Плей-оф | Плей-оф | Плей-оф | Плей-оф |
| Сезон        | Клуб                   | Ліга         | І                | В                | П                | ПОТ              | Хв               | ПГ               | ІБГ              | ПГГ              | %ВК              | І       | В       | П       | Хв      | ПГ      | ІБГ     | ПГA     | %ВК     |
| ------------ | ---------------------- | ------------ | ---------------- | ---------------- | ---------------- | ---------------- | ---------------- | ---------------- | ---------------- | ---------------- | ---------------- | ------- | ------- | ------- | ------- | ------- | ------- | ------- | ------- |
| 2004–05      | «Льюїстон Менієкс»     | ГЮХЛК        | 23               | 7                | 12               | 3                | 1,353            | 67               | 0                | 2.97             | .907             | 1       | 0       | 0       | 20      | 0       | 0       | 0.00    | 1.000   |
| 2005–06      | «Льюїстон Менієкс»     | ГЮХЛК        | 54               | 27               | 26               | 0                | 3,241            | 146              | 2                | 2.70             | .908             | 6       | 2       | 4       | 359     | 17      | 1       | 2.84    | .914    |
| 2006–07      | «Льюїстон Менієкс»     | ГЮХЛК        | 37               | 26               | 10               | 0                | 2,186            | 94               | 2                | 2.58             | .905             | 17      | 16      | 1       | 1,025   | 40      | 1       | 2.34    | .919    |
| 2007–08      | «Лос-Анджелес Кінгс»   | НХЛ          | 4                | 1                | 3                | 0                | 238              | 16               | 0                | 4.03             | .864             | —       | —       | —       | —       | —       | —       | —       | —       |
| 2007–08      | «Льюїстон Менієкс»     | ГЮХЛК        | 34               | 18               | 12               | 3                | 2,024            | 92               | 0                | 2.73             | .908             | 6       | 2       | 4       | 348     | 17      | 0       | 2.93    | .918    |
| 2007–08      | «Манчестер Монаркс»    | АХЛ          | 3                | 1                | 1                | 1                | 184              | 5                | 0                | 1.63             | .946             | 3       | 0       | 3       | 195     | 9       | 0       | 2.76    | .908    |
| 2008–09      | «Манчестер Монаркс»    | АХЛ          | 54               | 23               | 24               | 4                | 3,101            | 124              | 5                | 2.40             | .910             | —       | —       | —       | —       | —       | —       | —       | —       |
| 2009–10      | «Манчестер Монаркс»    | АХЛ          | 58               | 30               | 21               | 6                | 3,424            | 116              | 9                | 2.03             | .936             | 16      | 10      | 6       | 996     | 30      | 3       | 1.81    | .939    |
| 2009–10      | «Лос-Анджелес Кінгс»   | НХЛ          | 3                | 3                | 0                | 0                | 185              | 4                | 1                | 1.30             | .957             | —       | —       | —       | —       | —       | —       | —       | —       |
| 2010–11      | «Лос-Анджелес Кінгс»   | НХЛ          | 25               | 11               | 8                | 3                | 1,378            | 57               | 3                | 2.48             | .913             | —       | —       | —       | —       | —       | —       | —       | —       |
| 2011–12      | «Лос-Анджелес Кінгс»   | НХЛ          | 16               | 5                | 6                | 2                | 890              | 35               | 1                | 2.36             | .909             | —       | —       | —       | —       | —       | —       | —       | —       |
| 2012–13      | «Гайльброннер Фалькен» | Бундесліга 2 | 13               | 6                | 7                | 0                | 792              | 34               | 1                | 2.57             | —                | —       | —       | —       | —       | —       | —       | —       | —       |
| 2012–13      | «Лос-Анджелес Кінгс»   | НХЛ          | 14               | 9                | 3                | 1                | 768              | 24               | 1                | 1.88             | .922             | 1       | 0       | 0       | 30      | 0       | 0       | 0.00    | 1.000   |
| 2013–14      | «Торонто Мейпл-Ліфс»   | НХЛ          | 55               | 26               | 19               | 7                | 3,084            | 138              | 1                | 2.68             | .923             | —       | —       | —       | —       | —       | —       | —       | —       |
| 2014–15      | «Торонто Мейпл-Ліфс»   | НХЛ          | 58               | 21               | 28               | 7                | 3,177            | 152              | 2                | 2.87             | .912             | —       | —       | —       | —       | —       | —       | —       | —       |
| 2015–16      | «Торонто Мейпл-Ліфс»   | НХЛ          | 38               | 12               | 21               | 3                | 2,147            | 103              | 3                | 2.88             | .908             | —       | —       | —       | —       | —       | —       | —       | —       |
| 2015–16      | «Торонто Марліс»       | АХЛ          | 4                | 3                | 0                | 1                | 240              | 5                | 3                | 1.25             | .948             | —       | —       | —       | —       | —       | —       | —       | —       |
| 2016–17      | «Анагайм Дакс»         | НХЛ          | 39               | 21               | 7                | 4                | 1,994            | 83               | 2                | 2.50             | .915             | 4       | 1       | 2       | 183     | 10      | 0       | 3.28    | .873    |
| 2017–18      | «Колорадо Аваланч»     | НХЛ          | 37               | 19               | 13               | 3                | 2,002            | 95               | 2                | 2.85             | .913             | 4       | 1       | 3       | 218     | 14      | 0       | 3.87    | .883    |
| 2018–19      | «Детройт Ред-Вінгс»    | НХЛ          | 35               | 9                | 18               | 5                | 1,860            | 98               | 1                | 3.16             | .904             | —       | —       | —       | —       | —       | —       | —       | —       |
| 2019–20      | «Детройт Ред-Вінгс»    | НХЛ          | 46               | 15               | 22               | 3                | 2,566            | 126              | 1                | 2.95             | .907             | —       | —       | —       | —       | —       | —       | —       | —       |
| Усього в НХЛ | Усього в НХЛ           | Усього в НХЛ | 370              | 152              | 148              | 38               | 20,289           | 931              | 18               | 2.75             | .913             | 9       | 2       | 5       | 430     | 24      | 0       | 3.35    | .885    |

### Збірна
| Рік                | Команда            | Турнір             | Місце              | І  | В | П | OT | Хв  | ПГ | ІБГ | ПГГ  | %ВК  |
| ------------------ | ------------------ | ------------------ | ------------------ | -- | - | - | -- | --- | -- | --- | ---- | ---- |
| 2005               | Канада Квебек      | U17                | 9-е                | 4  | 0 | 4 | 0  | 230 | 21 | 0   | 4.02 | .885 |
| 2006               | Канада             | ЮЧС18              | 4-е                | 7  | 3 | 3 | 1  | 420 | 12 | 1   | 1.71 | .942 |
| 2008               | Канада             | МЧС                | 1                  | 2  | 1 | 1 | 0  | 120 | 4  | 1   | 2.00 | .947 |
| 2011               | Канада             | ЧС                 | 5-е                | 3  | 2 | 1 | 0  | 179 | 6  | 0   | 2.01 | .917 |
| Молодіжна збірна   | Молодіжна збірна   | Молодіжна збірна   | Молодіжна збірна   | 13 | 4 | 8 | 1  | 770 | 37 | 2   | 2.88 | .915 |
| Національна збірна | Національна збірна | Національна збірна | Національна збірна | 3  | 2 | 1 | 0  | 179 | 6  | 0   | 2.01 | .917 |